# Alfred, Duce de Saxa-Coburg și Gotha
Alfred Ernest Albert, Duce de Saxa-Coburg și Gotha (n. 6 august 1844, Windsor and Maidenhead, Anglia, Regatul Unit al Marii Britanii și Irlandei – d. 30 iulie 1900, Coburg, Regatul Bavariei, Reich-ul German) a fost al treilea duce de Saxa-Coburg și Gotha, domnind din 1893 până în 1900. Era și membru al familiei regale a Regatului Unit, fiind cel de al doilea fiu al reginei Victoria și al principelui Albert de Saxa-Coburg și Gotha. În Regatul Unit, la 24 mai 1866 i s-au acordat titlurile de Duce de Edinburgh, Conte de Kent și Conte de Ulster. A urmat unchiului său Ernst de Saxa-Coburg și Gotha în cadrul imperiului German la 23 august 1893.

## Tinerețea
În 1856 în conformitate cu propriile dorințe, Alfred intră în Marina Regală. A susținut cu succes examenul pentru elev ofițer (midshipman) în august 1858 și a fost numit la HMS Euryalus. La abdicarea regelui Otto I al Greciei, în 1862, Prințul Alfred a fost ales să-i succeadă, însă guvernul britanic i-a blocat planurile de ascensiune la tronul Greciei. Prințul Alfred a rămas în marină și a fost promovat locotenent la 24 februarie 1863 servind sub contele Gleichen pe HMS Racoon, apoi căpitan la 23 februarie 1866 când primește conducerea fregatei HMS Galatea.
Alfred a rămas al doilea în linie la succesiunea tronului britanic de la naștere până la 8 ianuarie 1864 când fratele său mai mare Eduard și soția acestuia Alexandra a Danemarcei au avut primul lor băiat Prințul Albert Victor, Duce de Clarence și Avondale. Toți copiii legitimi ai fratelui său mai mare aveau prioritate la succesiunea tronului.

## Duce de Edinburgh
La 24 mai 1866 în onoarea aniversării reginei Victoria prințul a fost numit Duce de Edinburgh, Conte de Ulster și de  Kent cu un venit de 15.000 £ garantat de Parlament. Și-a luat în primire locul la Camera Lorzilor la 8 iunie.
Din ianuarie 1867 până în iunie 1868 Ducele de Edinburgh efectuează un tur al lumii la comanda navei sale Galatea. La 12 martie 1868 la Sydney este victima unui atentat dar supraviețuiește. În cursul călătoriilor sale, este primul membru al familiei regale britanice care vizitează Australia (în 1868), Noua Zeelandă (în 1869), India Britanică (în decembrie 1869) și Hong Kong.

## Căsătoria

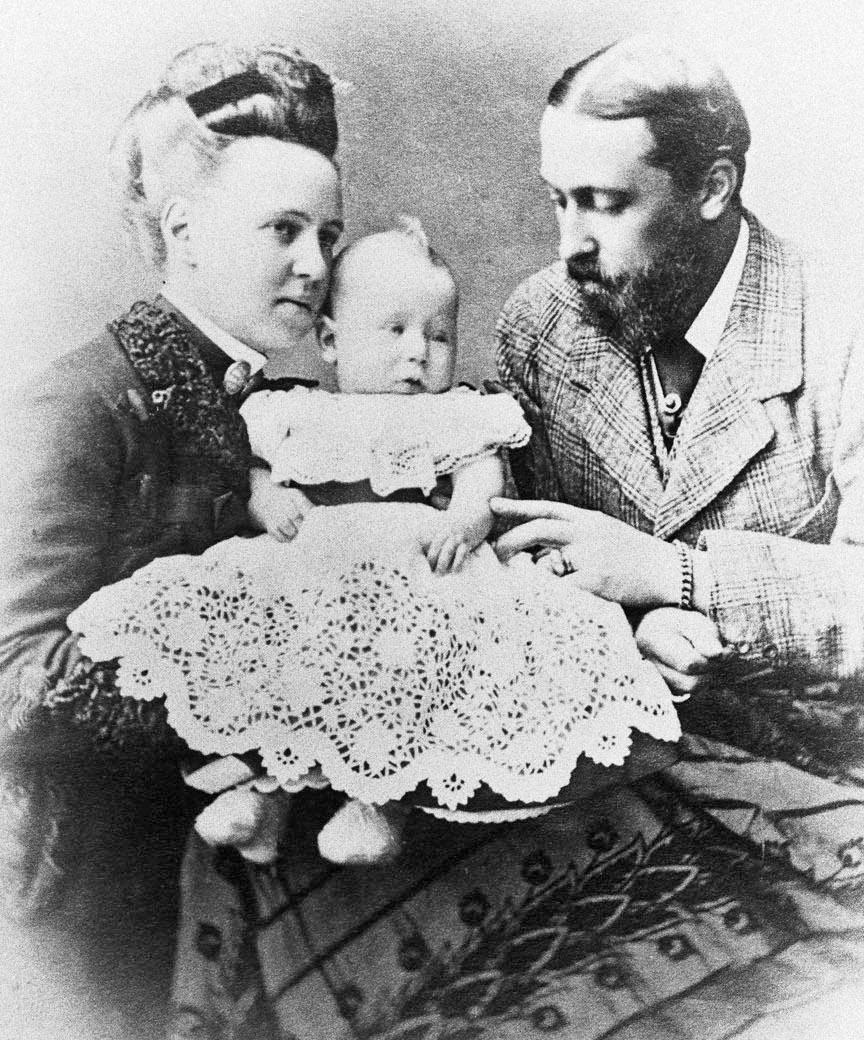
Ducele şi ducesa de Edinburgh împreună cu fiul lor prinţul Alfred.

La 23 ianuarie 1874, Ducele de Edinburgh s-a căsătorit cu Marea Ducesă Maria Alexandrovna a Rusiei, a doua fiică (însă singura care a supraviețuit copilăriei) a țarului Alexandru al II-lea al Rusiei și a soției sale Maria de Hesse la Palatul de iarnă din Sankt Petersburg. Ducele și Ducesa de Edinburgh și-au făcut prima apariție publică la Londra la 12 martie. Mariajul nu a fost unul fericit.
Alfred și Maria Alexandrovna au avut cinci copii:
- Alfred, Prinț de Saxa-Coburg și Gotha
- Maria, regină a României
- Victoria, Mare Ducesă a Rusiei
- Alexandra, Prințesă de Hohenlohe-Langenburg
- Prințesa Beatrice, Ducesă de Galliera

## Duce de Saxa-Coburg și Gotha
La moartea unchiului lui Alfred, Ernst al II-lea, Duce de Saxa-Coburg și Gotha la 22 august 1893 Ducatul a revenit Ducelui de Edinburgh, deoarece fratele său mai mare, viitorul rege Eduard al VII-lea al Regatului Unit renunțase la drepturile asupra succesiunii Ducatului. La început ducele era privit ca un "străin" însă treptat și-a câștigat popularitatea. Ducele căruia îi plăcea muzica și era un excelent violonist a fondat Colegiul Regal de Muzică. De asemenea ducele era colecționar de obiecte din sticlă și ceramică, iar colecția sa evaluată la o jumătate de milion de mărci a fost prezentată de văduva lui la Coburg.
Când a devenit Duce de Saxa-Coburg și Gotha a renunțat la venitul de 15.000 £ pe an alocate de Parlament și la locul său în Camera Lorzilor.